# Czeszczewlany
Czeszczewlany (biał. Чашчаўляны; ros. Чещавляны) – wieś na Białorusi, w obwodzie grodzieńskim, w rejonie grodzieńskim, w sielsowiecie Putryszki. Sąsiaduje z Grodnem.

## Historia
Dawniej wieś i majątek ziemski. W dwudziestoleciu międzywojennym wieś leżała w Polsce, w województwie białostockim, w powiecie grodzieńskim, w gminie Hoża.
Według Powszechnego Spisu Ludności z 1921 roku wieś zamieszkiwało 369 osób, 290 było wyznania rzymskokatolickiego a 79 prawosławnego. Wszyscy mieszkańcy zadeklarowali polską przynależność narodową. Były tu 66 budynków mieszkalnych. W folwarku były dwa budynki mieszkalne, w których mieszkało 11 osób. 5 było wyznania rzymskokatolickiego a 6 prawosławnego. Wszyscy narodowości polskiej.
Wieś i folwark należały do parafii św. Franciszka Ksawerego w Grodnie. Podlegały pod Sąd Grodzki i Okręgowy w Grodnie; najbliższy dla nich urząd pocztowy mieścił się w także w Grodnie.
24 kwietnia 2008 część wsi przyłączono do Grodna. 